# Puebla de San Medel
Puebla de San Medel is een gemeente in de Spaanse provincie Salamanca in de regio Castilië en León met een oppervlakte van 9,28 km². Puebla de San Medel telt 44 inwoners (1 januari 2016).

## Demografische ontwikkeling
Bron: INE, 1857-2011: volkstellingen